# Dix-septième circonscription de Seine-et-Oise
La dix-septième circonscription de Seine-et-Oise est l'une des dix-huit circonscriptions législatives que compte le département français de Seine-et-Oise, situé en région Île-de-France.

## Description géographique
Le Journal officiel du 13-14 octobre 1958 déterminait la composition de la circonscription :
- Canton de Chevreuse
- Canton de Dourdan-Nord
- Canton de Dourdan-Sud
- Canton de Limours
- Canton de Montfort-l'Amaury
- Canton de Rambouillet

## Description historique et politique

### Historique des députations
| Législature | Début de mandat | Fin de mandat  | Député                     | Parti politique | Observations                                                                                                  |
| ----------- | --------------- | -------------- | -------------------------- | --------------- | --- |
| Ire         | 9 décembre 1958 | 9 octobre 1962 | Jacqueline Thome-Patenôtre | Radsoc          | Maire de Rambouillet Mandat écourté à la suite d'une dissolution parlementaire décidée par Charles de Gaulle. |
| IIe         | 6 décembre 1962 | 2 avril 1967   | Jacqueline Thome-Patenôtre | Radsoc          | |

## Historique des élections

### Élections de 1958
| Candidat       | Candidat                        | Parti          | Premier tour | Premier tour | Second tour | Second tour |  |
| Candidat       | Candidat                        | Parti          | Voix         | %            | Voix        | %           |  |
| -------------- | ------------------------------- | -------------- | ------------ | ------------ | ----------- | ----------- |  |
|                | Jacqueline Thome-Patenôtre élue | Radsoc         | 14 352       | 35,66        | 19 230      | 50,35       |  |
|                | Pierre Ceccaldi-Pavard          | MRP            | 7 437        | 18,48        | 11 491      | 30,09       |  |
|                | Pierre Chevrier                 | PCF            | 6 903        | 17,15        | 7 474       | 19,57       |  |
|                | Jean Duboscq                    | CNIP           | 5 038        | 12,52        | Retrait     | Retrait     |  |
|                | Jean Miesch                     | Extrême droite | 4 329        | 10,76        | Retrait     | Retrait     |  |
|                | André Payssan                   | SFIO           | 2 188        | 5,44         | Retrait     | Retrait     |  |
|                |                                 |                |              |              |             |             |  |
| Inscrits       | Inscrits                        | Inscrits       | 50 852       | 100,00       | 50 735      | 100,00      |  |
| Abstentions    | Abstentions                     | Abstentions    | 9 627        | 18,93        | 11 559      | 22,78       |  |
| Votants        | Votants                         | Votants        | 41 225       | 81,07        | 39 176      | 77,22       |  |
| Blancs et nuls | Blancs et nuls                  | Blancs et nuls | 978          | 2,37         | 981         | 2,5         |  |
| Exprimés       | Exprimés                        | Exprimés       | 40 247       | 97,63        | 38 195      | 97,5        |  |

Le suppléant de Jacqueline Thome-Patenôtre était Lucien Porthault, agriculteur, maire de Paray-Douaville.

### Élections de 1962
| Candidat       | Candidat                                   | Parti          | Premier tour | Premier tour | Second tour | Second tour |  |
| Candidat       | Candidat                                   | Parti          | Voix         | %            | Voix        | %           |  |
| -------------- | ------------------------------------------ | -------------- | ------------ | ------------ | ----------- | ----------- |  |
|                | Jacqueline Thome-Patenôtre sortante réélue | Radsoc         | 15 807       | 41,71        | 21 738      | 58,20       |  |
|                | Arsène Goupi                               | UNR-UDT        | 13 444       | 35,48        | 15 610      | 41,80       |  |
|                | Pierre Chevrier                            | PCF            | 8 645        | 22,81        | Retrait     | Retrait     |  |
|                |                                            |                |              |              |             |             |  |
| Inscrits       | Inscrits                                   | Inscrits       | 53 235       | 100,00       | 53 223      | 100,00      |  |
| Abstentions    | Abstentions                                | Abstentions    | 14 170       | 26,62        | 14 327      | 26,92       |  |
| Votants        | Votants                                    | Votants        | 39 065       | 73,38        | 38 896      | 73,08       |  |
| Blancs et nuls | Blancs et nuls                             | Blancs et nuls | 1 169        | 2,99         | 1 548       | 3,98        |  |
| Exprimés       | Exprimés                                   | Exprimés       | 37 896       | 97,01        | 37 348      | 96,02       |  |

Le suppléant de Jacqueline Thome-Patenôtre était Jean Duboscq, industriel, négociant, conseiller général du canton de Limours.

### À partir de 1967
L'essentiel de la circonscription devient la Huitième circonscription des Yvelines.